# Большой Енгиш
Большой Енгиш — река в России, протекает по Онежскому району Архангельской области. Устье реки находится в 37 км по правому берегу реки Чусрека. Длина реки составляет 25 км, площадь водосборного бассейна — 157 км².
В 5,2 км от устья, по правому берегу реки впадает река Малый Енгиш.

## Данные водного реестра
По данным государственного водного реестра России относится к Балтийскому бассейновому округу, водохозяйственный участок реки — Водла, оз. Водлозеро, речной подбассейн реки — Свирь (включая реки бассейна Онежского озера). Относится к речному бассейну реки Нева (включая бассейны рек Онежского и Ладожского озера).
Код объекта в государственном водном реестре — 01040100312102000016372.